# Estallo
Estallo ist ein spanischer Ort im Pyrenäenvorland in der Provinz Huesca der Autonomen Gemeinschaft Aragonien. Estallo gehört zur Gemeinde Caldearenas.

## Sehenswürdigkeiten
- Pfarrkirche, erbaut im 17. Jahrhundert